# Зурбауа (Илфов)
Зурбауа (рум. Zurbaua) насеље је у Румунији у округу Илфов у општини Драгомирешти-Вале. Oпштина се налази на надморској висини од 96 m.

## Становништво
Према подацима из 2002. године у насељу је живело 857 становника, од којих су сви румунске националности.